# Saha Air Lines
A Saha Air Lines (em persa: ساها) é uma companhia aérea com sede em Teerã, Irã. Essa companhia foi criada em 1990 e é de propriedade integral da Força Aérea Iraniana. Os seus voos domésticos regulares partem do Aeroporto Internacional de Mehrabad, em Teerã, para Mexede, Ilha de Quis e mais 15 destinos.

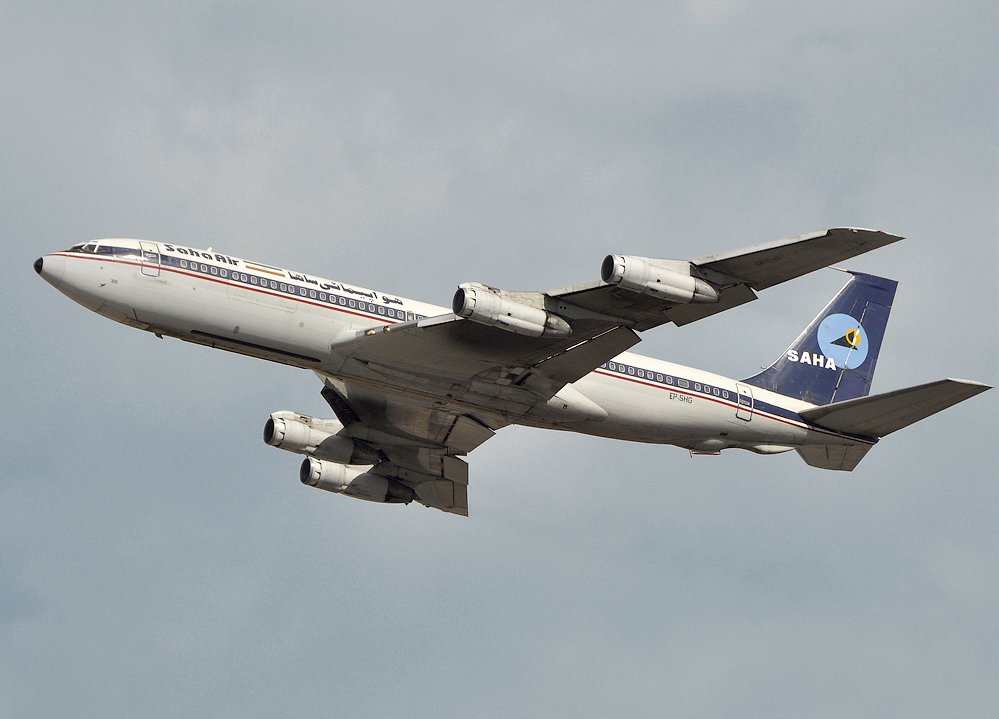
Um 707 da Saha em 2011.

A Saha Air Lines foi a última companhia aérea no mundo a operar o Boeing 707 para o serviço de passageiros. Estas aeronaves são antigos aviões de reabastecimento ar-ar 707. Eles foram entregues em 1976 e colocados em serviço de transporte de passageiros devido às sanções dos Estados Unidos ao Irã, impossibilitando portanto esse país de adquirir novas aeronaves, desde 1979.

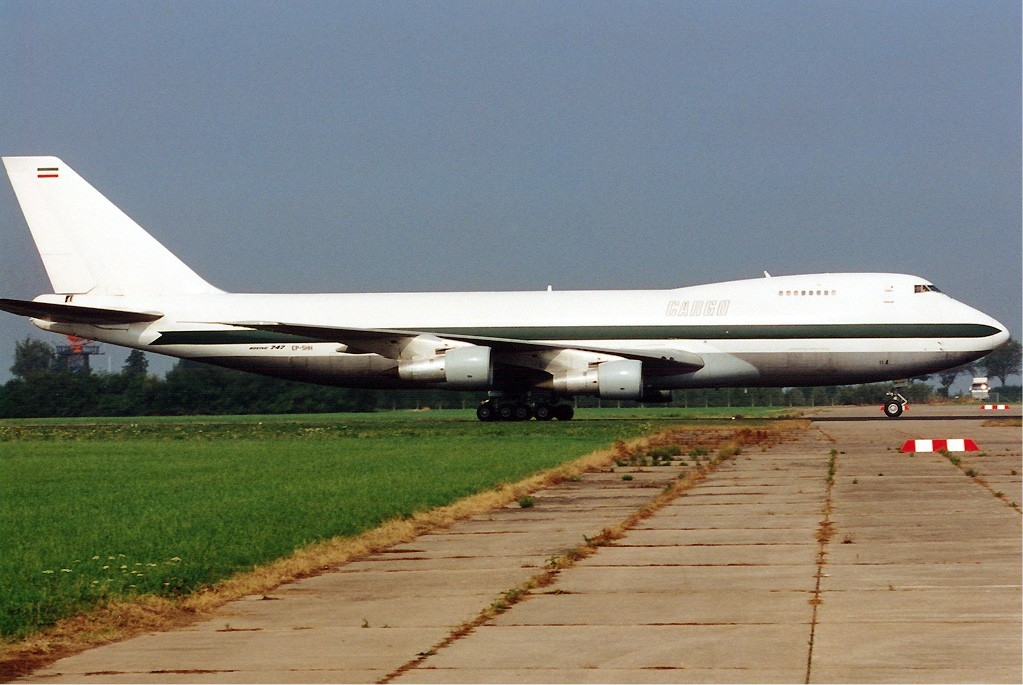
Um 747 da Saha em 1996.

Os entusiastas da companhia aérea (inclusive cidadãos norte-americanos) fazem peregrinações regulares ao Irã, incluindo grupos turísticos organizados, para voar nos antigos e bem conservados 707. Devido à sua vida anterior como aeronaves militares, os 707 passaram longos períodos guardados, de modo que apresentam poucas horas de voo, cerca de 25.000 horas cada (a vida média de um avião a jato é de 100.000 horas).

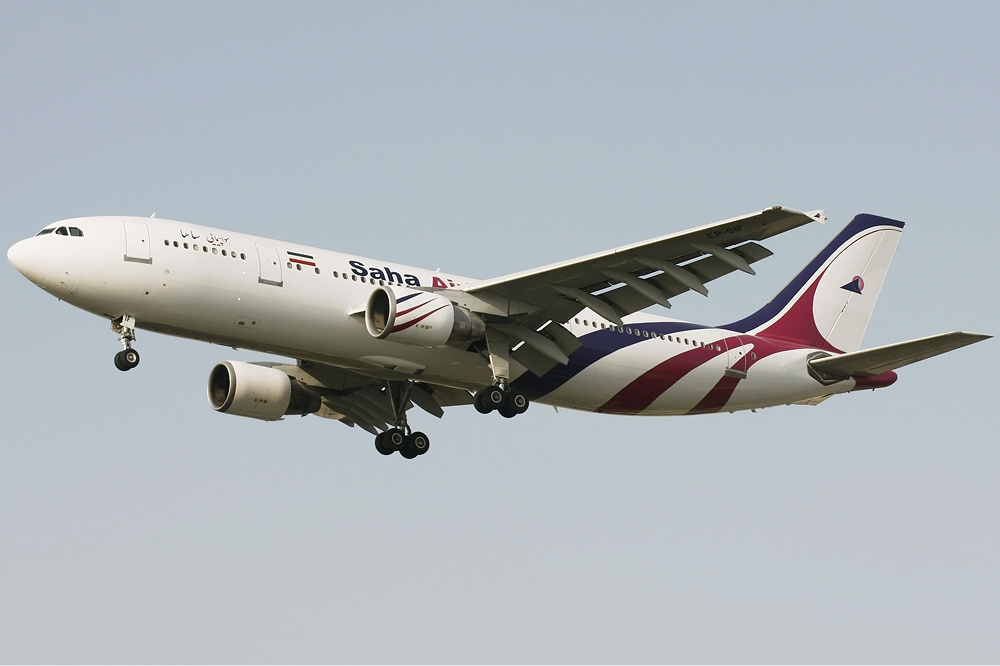
Um A300 da Saha em 2010.

A companhia teve suas operações suspensas em 2013, mas conseguiu se reestruturar e retornou as atividades em 2017.

## Frota
A frota atual da Saha Air Lines é composta pelas seguintes aeronaves:
| Aeronave        | Total | Status      |
| --------------- | ----- | ----------- |
| Boeing 737-300  | 3     | Em operação |
| Boeing 747-200F | 1     | Em operação |